# Донер кебаб
Донер кебаб  или донер ћевап је јело турског порекла од меса печеног на окомитој рингли.  Зачињено месо наслагано у облику обрнутог конуса полако се окреће на роштиљу, поред вертикалног елемента за кување. Оператер користи нож за резање танких струготина са спољног слоја меса док се кува. Вертикални роштиљ је измишљен у Османском царству из 19. века, а јела као што су арапска шаварма, грчки гирос и мексички ал пастор су изведена из тога.   
Модерна сендвич варијанта настала је и популаризована у Западном Берлину 70-их од стране турских имигранта .    Ово је признало Удружење турских произвођача Донер у Европи са седиштем у Берлину 2011. 
Исечено месо донер кебаба може се послужити на тањиру са разним прилогима, пуњено у пита или другу врсту хлеба као сендвич, или умотано у танак сомун као што је лаваш, познат као дурум (буквално значи ролат). Кадир Нурман је раних 70-их увео облик сендвича или омота, који је постао популаран широм света као јело брзе хране које се продаје у ћевапницама, а често се назива једноставно „кебаб“.  Сендвич углавном садржи салату или поврће, што може укључивати парадајз; зелена салата; купус; лук са сумаком; свеж или кисели краставац или чили; и разне врсте сосова.  

## Историја
У Османском царству, барем још у 17. веку, хрпе зачињеног меса су се кувале на хоризонталном роштиљу, слично као кебаб.  Вертикални ротисер је уведен најкасније средином 19. века.    Град Бурса се често сматра родним местом вертикално печеног донер кебаба.  Према Јавузу Искендероглуу, његов деда Искендер Ефенди је као дете 1850-их Бурса имао идеју да пече јагње у ресторану свог оца вертикално, а не хоризонтално; био је успех, а неколико година касније постао је познат као донер кебап.  Међутим, можда му је претходио Хамди Уста из Кастамонуа око 1830.   
Верзија популарна у арапском свету постала је позната као шаварма. До 1930-их доведен је у иностранство, а либански имигранти су га продавали у ресторанима у Мексику.  Донер кебаб је вероватно стигао у Грчку 1920-их са разменом становништва између Грчке и Турске, касније се претворио у гирос. 
Тек један век након његовог проналаска, уведен је и популаризован у Истанбулу, најпознатији од стране Бејти Гулер. Његов ресторан, први пут отворен 1945., убрзо су открили новинари и почео је да служи донер и друга јела са ћевапима краљевима, премијерима, филмским звездама и славним личностима.  У Истанбулу се продаје у облику сендвича најмање од средине 60-их. 
Донер кебаб и његови деривати који се служе у облику сендвича као „брза храна“ постали су светски познати средином и крајем 20. века. Прва продавница донер кебаба у Лондону отворена је 1966.  и такве радње су биле познат призор у провинцијским градовима до касних 1970-их. Гирос је већ био популаран у Грчкој и Њујорку 1971.   Грчко-канадска варијанта донаир, уведена је 1972., која је на крају постала званична храна Халифакса и проширила се широм земље.   До 1960-их, ал пастор у Мексику је еволуирао из шаварме. 
У Немачкој су донер кебаб популаризовали турски гастарбајтери у Берлину почетком 70-их. Тамо се јело развило из свог првобитног облика у препознатљив стил сендвича са обилном салатом, поврћем и сосовима, који се продаје у великим порцијама по приступачним ценама. Ускоро ће постати једно од најпродаванијих јела брзе и уличне хране у Немачкој и већем делу Европе, и популарно широм света.

## Етимологија
У енглеском називу "doner kebab", реч донер је позајмљена из турског döner kebap, са турским словом о који се обично англизира као „о“,  иако је „донер кебаб“ алтернативни правопис на енглеском.  Користи се реч „kebab“, која на енглески долази из арапског језика كَبَاب (kabāb), делом кроз урду, персијски и турски; може се односити на низ различитих јела од ћевапа направљених од печеног или печеног меса. Иако се кебаб користи на енглеском од касног 17. века, донер/донер кебаб је познат тек од средине 20. века или касније.  Турска реч döner долази од dönmek („окренути“ или „ротирати“), па турски назив döner kebap буквално значи "ротирајуће месо".  На немачком се пише Döner Kebab; сендвич се често назива ein Döner. Нарочито на британском енглеском, сендвич са донер кебабом може се назвати једноставно „кебабом“.  Канадска варијанта је donair. На грчком се првобитно звао донер (ντονέρ) али је касније постао познат као гирос, од γύρος („окрет“), калк турског имена. Арапски назив شاورما (shāwarmā) потиче од друге турске речи, çevirme, такође значи "окретање". Персијанци га називају кебаб торки. 

## Донер у Турској
Постоји много варијација донера у Турској :
- Porsiyon („порција“, донер на благо загрејаном тањиру, понекад са неколико грилованих паприка или печеног парадајза)
- Pilavüstü („преко пиринча“, донер сервиран на бази пилаф пиринча)
- İskender (специјалитет Бурсе, сервиран у дугуљастом тањиру, на подлози од пиде (танки сомун сличан пити), са мало бибера или парадајз соса и кључањем свежег путера). [35] „Kebapçı İskender“ је заштићен од Јавуза Искендероглуа, чија породица и даље води ресторан у Бурси. [36] [37] [38]
- Dürüm, умотан у танак лаваш који се понекад такође пече на роштиљу након ролања, како би био хрскавији. Има две главне варијанте у континенталној Турској:
  - Soslu dürüm (специјалитет Анкаре, садржи кебап сос, што га чини сочнијим)
  - Kaşarlı dürüm döner (специјалитет Истанбула, рендани кашар сир се ставља у омотач који се затим пече да би се сир отопио и лаваш испекао)
- Tombik или gobit (буквално "буцмаст", донер у пити у облику лепиње, са хрскавом кором и меком унутрашњошћу и генерално мање меса од дурума)
- Ekmekarası („између хлеба“, углавном најситнија верзија, која се састоји од целог (или пола) обичног турског хлеба пуњеног донером)

## Регионалне варијације

### Кавказ, Блиски исток и Азија

#### Азербејџан
У Азербејџану, донер кебаб се служи слично као у европском стилу сендвича умотаног у лаваш или на çörәk, једна је од најраспрострањенијих брзих намирница. Обично се прави са әt (месо, у суштини јагњетина или овчетина), али понекад toyuq (пилетина).   

### Европа

#### Аустрија
Донер продавнице налазе се у свим градовима широм Аустрије. Кебаб (који се често називају „Донер“) надмашују продају хамбургера или традиционалних Würstel-а (кобасица). 

#### Немачка
У Немачкој, најраније тврдње о увођењу турског донер кебаба датира из 1969., када су Невзат Салим и његов отац из Бурсе почели да продају Iskender Kebap у Ројтлингену.  Међутим, Удружење турских произвођача донера у Европи (АТДИД) повезује широку популаризацију јела са штандом турског гастарбајтера Кадира Нурмана на Зоолошкој станици у Западном Берлину 1972., што је помогло да се сендвич са донер кебабом уведе као опција брзе хране.   Иако је тврдње више особа да су „измислиле“ донер можда тешко доказати,  даљи развој модерног сендвича са донером повезан је са градом Берлином. 
Донер кебаб какав је први пут сервиран у Берлину садржао је само месо, лук и мало салате.  Временом се развио у јело са обилном салатом, поврћем и избором сосова. Чак и поруџбине на турском језику у Берлину ће тражити љути сос користећи немачку реч scharf, што означава хибридну природу берлинског стила донер кебаба.  ‍:58Ова варијација сервирана уз пита хлеб утицала је на стил донер кебаба у Немачкој и другим нацијама. Истраживање из 2007. показало је да многи људи сматрају донер кебаб најкарактеристичнијом храном Берлина.  ‍:54
Годишња продаја донер кебаба у Немачкој износила је 2,5 милијарди евра 2010. Говедина или телетина, и пилетина, увелико се користе уместо скупље јагњетине. Ћуреће и вегетаријанске верзије постају све популарније. 
Таркан Ташјумрук, председник Удружења турских произвођача донера у Европи (АТДИД), 2010. изнео је информацију да се у Немачкој сваког дана производи више од 400 тона донер кебаба у око 350 фирми. На истом сајму АТДИД, Ташјумрук је изјавио: „Годишња продаја у Немачкој износи 2,5 милијарди евра. То показује да смо један од највећих ресторана брзе хране у Немачкој." У многим градовима широм Немачке, донер кебаб је бар подједнако популаран као хамбургери или кобасице, посебно међу младима. 
У Немачкој је 2011. било преко 16.000 објеката који су продавали донер кебаб, са годишњом продајом од 3,5 милијарди евра.

## Здравствени проблеми
Забринутост за здравље у вези са донер кебабом, укључујући хигијену која је укључена у складиштење и поновно загревање делимично куваног меса, његов квалитет, као и висок ниво соли, масти и калорија, објављена је у медијима.    Нека истраживања су открила неквалитетне састојке у месу донер ћевапа или друге врсте меса од оних које су рекламиране.   Прописи о безбедности хране у већини развијених земаља баве се опасностима од бактерија у недовољно куваном месу свих врста које се продаје јавности. Неки имају смернице специфичне за руковање и припрему донер кебаба. Након неколико избијања тровања храном Е. цоли, канадска влада је 2008. године увела низ препорука, укључујући и то да месо треба да се кува други пут након што се исече из роштиља.  У Немачкој, свако месо донер кебаба стављено на роштиљ мора да се прода истог дана. Замрзавање делимично куваног меса за продају је кршење немачких здравствених прописа. 